# Pierre Camonin
Pierre Camonin (25 février 1903 à Bar-le-Duc en France - 14 novembre 2003 à Verdun, Meuse, France) est un organiste, compositeur et improvisateur français.

## Biographie
Élève, pour le piano, de Marcel Ciampi  au Conservatoire de Paris, il étudie l'orgue avec Louis Vierne et Marcel Dupré. Il est ordonné prêtre en 1929.
Il fut vicaire-organiste à Ligny-en-Barrois, puis organiste titulaire des grandes orgues de la Cathédrale Notre-Dame de Verdun (où il succéda à Ernest Grosjean) aux côtés du maître de chapelle, le chanoine Ferdinand Tourte. Son titulariat s'étendit depuis 1935 jusqu'à sa mort. Vincent Warnier a été nommé cotitulaire en 1997. Plusieurs suppléants (MM. Géhin, Vialette dans les années 1970) assuraient généralement les messes basses.
Parmi les élèves du chanoine Pierre Camonin ayant fait carrière d'organiste, on compte Dominique Bréda (*1956), organiste de St Léon à Nancy.

## Œuvres
- Messe mariale (orgue, éd. Europart)

1. Prélude sur un cantique de Charles Bordes
2. Offertoire sur Tota pulchra es
3. Élévation sur Ave Maria
4. Communion sur Salve Regina
5. Toccata sur Salve Mater

- Improvisation pour un 11 novembre (orgue et cuivres ; transcription pour orgue seul interprétée par l'auteur à N.D. de Paris lors du récital du dimanche xx/xx/197x)
- Noëls variés (orgue, éd. Europart)

1. Vêpres de Noël
2. Variations sur Minuit sonne au clocher blanc
3. Variations sur O Dieu, que n'étais-je en vie
4. Variations sur un noël alsacien
5. Trois noëls

- Pour un anniversaire de victoire (orgue, recueil "Autour de la Marseillaise", éd. Chant du Monde)
- Sonate pour trompette et orgue
- Toccata sur Salve Mater (orgue)
- Rhapsodie pascale (orgue)
- Intermezzo (orgue)
- Rondo sur un thème de Rameau (orgue)
- Prélude à l'introït pour la fête de la Fête-Dieu (Cibavit) (orgue)
- Postlude pour la Fête Dieu, sur le Tantum Ergo
- Le jongleur de Notre Dame (orgue), une de ses dernières compositions, sorte d'auto-portrait
- Crépuscule (orgue), également une œuvre tardive
- Presto (orgue)
- Rhapsodie Johannique

1. Allegro maestro [sic, tel que relevé sur un programme]
2. Andante cantabile
3. Allegro final

- L'Église triomphante (orgue)
  - "Cette pièce est construite sur l'Hymne de la Dédicace : "Coelestis Urbs Jerusalem" où se déroulent successivement l'attente et les préparatifs du jugement dernier, l'appel des trompettes, la résurrection des morts, la terreur des méchants confondus, le cortège des vierges, le triomphe des élus" (extr. du programme de la bénédiction des orgues reconstruites de N.D. de Verdun, 25 mars 1935)

## Discographie
- Deux 33 t 30 cm mono, années soixante, éditeur local ; Pierre Camonin interprète ses œuvres
- CD K617 055 "L'orgue en Lorraine", comportant le report de l'enregistrement 33 t (mono) de l'improvisation pour un 11 novembre ; Pierre Camonin (orgue de N.D. de Verdun) et musique du 151° R.I.M de Metz
- CD UCD 16 694 "Le grand orgue héroïque" : prélude de la messe mariale ; François Henri Houbart aux grandes orgues de N.D.de Verdun
- CD Calliope CAL 6933 "Un Noël en Champagne" : Variations sur le noël lorrain "Minuit sonne au clocher blanc" ; André Isoir aux orgues de St Brice d'Aÿ
- CD REGCD155 "The Organ Club 75th Anniversary" : Communion (et pièces d'autres compositeurs) ; orgues et organistes anglais
- récital du 17 mai 1987, Pierre Camonin aux grandes orgues de N.D. de Verdun (coll. privée; voir le site herisson)